# Domenico Viviani
Domenico Viviani fue un naturalista italiano ( 29 de julio de 1772, Lognano Levanto - 15 de febrero de 1840, Génova).
Es considerado el primer naturalista liguro, consagrándose principalmente a la Botánica, Micología y Pteridología luego de sus estudios de Medicina. Se interesó particularmente en la flora de los Apeninos.
En 1803, comenzará a enseñar botánica en la Universidad de Génova y dirigirá igualmente su Jardín botánico.
Además de sus numerosas publicaciones sobre la Botánica de Italia, también preparó una importante obra sobre las setas : I funghi d'Italia de 1834, ilustrada con magníficas planchas. En 1806, su Catalogue des poissons de de la rivière de Gênes et du Golfe de la Spezzia (Catálogo de los peces de las costas de Génova y del golfo de la Spezzia).
También se ocupó de la mineralogía, publicando en 1807 Viaje por los Apeninos, y por la Liguria, para servir de introducción a la Historia Natural del país.
Sus colecciones de Historia natural fueron muy reputadas. Lega su rica biblioteca de 2000 volúmenes de los siglos XVI al XVIII al rey Carlos Alberto de Cerdeña (1798-1849) que luego los donará a la Biblioteca de la Universidad de Génova.

## Honores

### Eponimia
Géneros
- (Asteraceae) Viviania Willd. ex Less.[1]
- (Geraniaceae) Viviania Cav.[2]